# Clarence Glover
Clarence Glover (Horse Cave, Kentucky, 1 de noviembre de 1947 ) es un exjugador de baloncesto estadounidense que jugó una temporada en la NBA, además de hacerlo dos años más en la EBA. Con 2,03 metros de altura, lo hacía en la posición de alero.

## Trayectoria deportiva

### Universidad
Jugó cuatro temporadas con los Hilltoppers de la Universidad de Western Kentucky Hilltoppers, en las que promedió 6,9 puntos y 8,1 rebotes por partido. En 1971 lideró a los Hilltoppers a la Final Four de la NCAA, en la que cayeron ante Villanova Wildcats tras dos prórrogas.

### Profesional
Fue elegido en la octava posición del Draft de la NBA de 1978 por Boston Celtics, y también por los Indiana Pacers en la quinta ronda del draft de la ABA, eligiendo la primera opción. Allí apenas fue alineado en 25 partidos, en los que promedió 2,6 puntos y 1,8 rebotes por noche.
Al año siguiente, tras verse sin equipo en la principal liga, fichó por los Hartford Capitols de la EBA, donde jugaría dos temporadas, ganando el título de liga en la última de ellas. Tras ellas se retiró definitivamente.

## Estadísticas de su carrera en la NBA

### Temporada regular
| Temporada | Edad | Equipo         | Liga | P  | TIT | MIN | TC  | TCA | %TC  | 3P | 3PA | %3P | TL  | TLA | %TL  | R.OF. | R.DEF. | REB | ASIS | ROB | TAP | PER | FP  | PTS |
| 1971-72   | 24   | Boston Celtics | NBA  | 25 |     | 4.8 | 1.0 | 2.2 | .455 |    |     |     | 0.6 | 1.3 | .469 |       |        | 1.8 | 0.2  |     |     |     | 1.0 | 2.6 |
| Total     |      |                | NBA  | 25 |     | 4.8 | 1.0 | 2.2 | .455 |    |     |     | 0.6 | 1.3 | .469 |       |        | 1.8 | 0.2  |     |     |     | 1.0 | 2.6 |

### Playoffs
| Temporada | Edad | Equipo         | Liga | P | MIN | TCA | TC | 3PA | 3P | TLA | TL | R.OF. | REB | ASIS | ROB | TAP | PER | FP | PTS | %TC  | %3P | %FT   | MIN | PTS | REB | AST |
| 1971-72   | 24   | Boston Celtics | NBA  | 3 | 10  | 2   | 6  |     |    | 2   | 2  |       | 3   | 0    |     |     |     | 1  | 6   | .333 |     | 1.000 | 3.3 | 2.0 | 1.0 | 0.0 |
| Total     |      |                | NBA  | 3 | 10  | 2   | 6  |     |    | 2   | 2  |       | 3   | 0    |     |     |     | 1  | 6   | .333 |     | 1.000 | 3.3 | 2.0 | 1.0 | 0.0 |